# Você Não Perde por Esperar
Você Não Perde Por Esperar é o segundo extended play da cantora brasileira Wanessa Camargo comercializado totalmente através de music ticket, método de cartões com código para download digital, não sendo lançado como produto físico. O music ticket foi vendido apenas nas loja Planet Girls para promover a linha de roupas assinada pela cantora para a marca.

## Desenvolvimento
O projeto totalmente em inglês, incorpora um estilo mais próximo a eletronic dance music, gênero músical voltado a casas noturnas e boates antes nunca visto em um álbum da cantora. Além de ser uma parceria entre Wanessa e a grife Planet Girls, para promover a linha de roupas assinada pela cantora para a marca. O EP, que contem quatro canções inéditas, foi lançado durante o show da cantora no Citibank Hall em São Paulo em 11 de setembro de 2010.

## Lançamento
O trabalho foi lançado em 11 de setembro de 2010 através de music ticket, método de cartões com código para download digital, comumente comercializado em países como Estados Unidos. Não há uma versão física do EP.

## Singles
Em 9 de setembro de 2010 é lançado "Worth It" como primeiro single oficial. Em 31 de Março de 2011 é liberado "Stuck On Repeat" como segundo single.
Outras canções
"Falling for U", originalmente lançada por Mister Jam como a participação de Wanessa, foi lançada como single em 29 de junho de 2010 e posteriormente incluída no projeto da cantora também.

## Faixas
| N.º | Título                                                  | Compositor(es)                               | Duração |  |
| 1.  | "Falling for U" (Mr. Jam com a participação de Wanessa) | Fabianno · Ian Duarte                        | 3:23    |  |
| 2.  | "Worth It"                                              | Michael Jay · Johnny Pedersen · Mary Little  | 3:06    |  |
| 3.  | "Party Line"                                            | Wanessa · Deeplick · Samille Joker           | 3:11    |  |
| 4.  | "Stuck on Repeat"                                       | Alexander James · Michael Jay · Andre Lindal | 3:12    |  |